# Jeremiah Clarke
Jeremiah Clarke (Londen, ca. 1674 - aldaar, 1 december 1707) was een Engels componist en organist.
De exacte geboortedatum van Clarke is niet bekend. Het zal omstreeks 1673 of 1674 zijn geweest alhoewel er ook bronnen zijn die 1669 of zelfs vroeger aanhouden. De meeste bronnen houden het echter op 1674. Net zo onduidelijk als zijn geboortedatum is ook zijn afbeelding. De afbeelding hiernaast zou net zo goed van zijn vriend William Croft kunnen zijn.
Clarke was koorzanger aan de Chapel Royal onder leiding van John Blow. In 1692 werd hij organist aan Winchester College en in 1693 aalmoezenier en ‘master of the children’ aan de St. Paul’s Cathedral, waar hij in 1695 organist werd. Daarnaast werd hij ‘composer of the music to the Theatre Royal’, in 1700 ‘gentleman of the Chapel Royal’ en in 1704 organist in deze kapel samen met zijn vriend William Croft. In 1705 wordt hij ‘vicar choral’ aan de St.Paul’s.
Hij schreef anthems, odes, cantates, toneelmuziek, gelegenheidscomposities en klaviermuziek, maar zijn bekendste werk is een stuk voor trompet en orkest met de naam Trumpet Voluntary dat een tijdlang toegeschreven is geweest aan zijn tijdgenoot Henry Purcell. Ook de naam Trumpet Voluntary is niet origineel. De compositie heet oorspronkelijk Mars van de Prins van Denemarken, en is onderdeel van de Suite in D. De muziek werd bekend in België en Nederland door de uitzendingen van de BBC tijdens de Tweede Wereldoorlog en is nog steeds een veelgevraagd stuk tijdens een huwelijksinzegening of een andere feestelijke gebeurtenis tijdens een kerkelijke viering.
Clarke was, net als Henry Purcell, een leerling van John Blow aan de Chapel Royal.
Als eerbetoon aan Purcell, die in 1695 overleed, componeerde Clarke de zeer uitgebreide theaterode Come, Come Along for a Dance and a Song. Men vermoedt dat het lied Poor Celadon (Loving Above Himself) van John Blow over Clarke gaat.
Clarke pleegde zelfmoord vanwege een hopeloze liefde en ligt begraven in de crypte van St.Paul’s.

## Bron
Robijns en Zijlstra (eindredactie), Algemene Muziek Encyclopedie
- Bibsys: 32691
- Biblioteca Nacional de España: XX873971
- Bibliothèque nationale de France: cb138925371 (data)
- CiNii: DA06895436
- Gemeinsame Normdatei: 119324768
- International Standard Name Identifier: 0000 0000 7358 5370
- Library of Congress Control Number: n82010032
- Nationale Bibliotheek van Letland: 000040825
- MusicBrainz: 96ea2d41-77f3-4dd4-aba7-08598d202d5c
- Bibliotheek van het Japanse parlement: 00436106
- Nationale Bibliotheek van Tsjechië: ola2002153129
- Nationale bibliotheek van Australië: 35166532
- Nationale Bibliotheek van Israël: 987007274338805171
- Nationale Bibliotheek van Polen: a0000002887663
- Nationale en Universitaire bibliotheek Zagreb: 000103450
- Nederlandse Thesaurus van Auteursnamen: 090601653
- Réseau des bibliothèques de Suisse occidentale: 02-A003109685
- Istituto Centrale per il Catalogo Unico: MUSV074337
- SNAC: w6js9zms
- Système universitaire de documentation: 079710875
- Trove: 848910
- Virtual International Authority File: 195647
- WorldCat: E39PBJdxbBqq9GX3RkJPFGGGpP